# Маск, Илон
И́лон Рив Маск (англ. Elon Reeve Musk, МФА: [ˈiːlɒn 'mʌsk]; род. 28 июня 1971[…], Претория, Трансвааль, ЮАР) — американский предприниматель, инженер и миллиардер, государственный, политический и общественный деятель. Основатель, генеральный директор и главный инженер компании SpaceX; инвестор, генеральный директор и архитектор продукта компании Tesla; основатель The Boring Company; соучредитель Neuralink и OpenAI; владелец социальной сети X (ранее — «Твиттер»). Богатейший человек в мире: по состоянию на март 2025 года его состояние оценивалось в 307 миллиардов долларов, и до этого, в 2024 году, даже превышало 400 миллиардов. Руководитель департамента эффективности и старший советник президента США в администрации Дональда Трампа (20 января 2025 — 29 мая 2025).
Маск родился и вырос в Претории, ЮАР. Некоторое время учился в Преторийском университете, а в 17 лет переехал в Канаду. Поступил в Университет Куинс в Кингстоне и через два года перевёлся в Пенсильванский университет, где получил степень бакалавра по экономике и физике. В 1995 году переехал в Калифорнию, чтобы учиться в Стэнфордском университете, но вместо этого решил заняться бизнесом и вместе со своим братом Кимбалом стал соучредителем компании Zip2, занимавшейся разработкой программного обеспечения для интернета. В 1999 году компания была приобретена Compaq за 307 миллионов долларов. В том же году Маск стал соучредителем онлайн-банка X.com, который в 2000 году конгломеративным путём консолидировался с Confinity и образовал PayPal. В 2002 году компания была куплена eBay за 1,5 миллиарда долларов.
В 2002 году Маск основал SpaceX, компанию по производству аэрокосмической техники и оказанию услуг космического транспорта, генеральным директором и главным инженером которой он является. В 2004 году он присоединился к производителю электромобилей Tesla в качестве председателя совета директоров и архитектора проекта, а в 2008 году стал её генеральным директором. В 2006 году он помог создать SolarCity, компанию по предоставлению услуг в области солнечной энергии, которая впоследствии была приобретена Tesla и стала Tesla Energy. В 2015 году он стал соучредителем OpenAI, некоммерческой исследовательской компании, которая занимается продвижением искусственного интеллекта. В 2016 году он стал соучредителем Neuralink, нейротехнологической компании, занимающейся разработкой интерфейсов мозг-компьютер, и основал The Boring Company, компанию по строительству туннелей. Маск предложил идею Hyperloop — высокоскоростную систему транспортировки на вакуумном поезде. В 2022 году стал владельцем Twitter за 44 миллиарда долларов.
За выдающиеся заслуги перед наукой 9 мая 2018 года удостоен членства Лондонского королевского общества. В декабре 2021 года журнал Time признал Илона Маска «Человеком года».
В 2024 году публично поддержал президентскую кампанию Дональда Трампа и кампанию Республиканской партии США, стал часто выступать вместе с Трампом и поддержал его на победных выборах 2024 года. Он стал главным инвестором кампании Трампа. В 2025 году получил должность Руководитель Департамента эффективности правительства США.
В феврале 2025 года Илон Маск выступил с требованием о полномасштабной проверке Форт-Нокса, чтобы определить, находится ли там большая часть золотого запаса США.

## Биография

### Ранние годы
Родился 28 июня 1971 года и вырос в Претории, ЮАР в семье инженера Эррола Маска и его жены, модели Мэй Маск (урождённой Халдеман). Отец был частичным собственником замбийских изумрудных рудников рядом с озером Танганьика и депутатом Городского совета Претории от Прогрессивной федеральной партии. Родители дали ему имя прадеда Джона Илона Халдемана, который родился в 1872 году. Халдеманы — предки его по материнской линии — из швейцарских немцев. Они иммигрировали из Европы в Нью-Йорк во время Войны за независимость США, откуда впоследствии разъехались по Среднему Западу. В 1948 году дед Маска Джошуа Норман Халдеман женился на канадке, учительнице танцев Уиннифред Жозефин Флетчер (Уин). В этот же год у четы родились дочери-близнецы Кэй и Мэй, мать Маска. Дед Маска был заядлым авиатором, путешествовал со всей семьёй на собственном одномоторном самолёте по Северной Америке. В 1950 году жажда приключений заставляет семью покинуть Канаду и перебраться в Южную Африку, где Мэй в 15 лет поступает в школу моделей и начинает выходить на подиум, фотографироваться для журналов и даже становится финалисткой конкурса «Мисс Южная Африка».
Мэй и её будущий муж Эррол Маск, отец Илона, выросли вместе в одном районе. Эррол работал инженером-строителем, а Мэй была практикующим диетологом.
У Илона есть младший брат Кимбал и младшая сестра Тоска.
Мальчик рос замкнутым, любил чтение и, имея фотографическую память и прочитав два комплекта энциклопедий, стал всезнайкой, что не прибавило ему популярности. В школе Илон подвергался насилию со стороны сверстников; после одного из избиений ему пришлось восстанавливать сломанный нос. Родители развелись, мать уехала с детьми в Дурбан, но через пару лет Илон решил жить с отцом, к которому впоследствии перебрался и Кимбал. Эррол — тяжёлый, требовательный человек, и жить с ним было нелегко, но мальчики многому научились у отца. Они приходили к отцу на работу класть кирпичную кладку, устанавливать сантехнику, подгонять оконные рамы и прокладывать электропроводку.
В возрасте десяти лет Илон получил в подарок свой первый компьютер Commodore VIC-20 и научился на нём программировать. В двенадцатилетнем возрасте он продал за 500 долларов свою первую программу — видеоигру в стиле Space Invaders под названием Blastar, в которой игрок обстреливал ряды инопланетян из лазерной пушки.
Маск вкладывал средства в акции фармацевтической компании, за которой следил через газеты. На вырученные от продажи акций несколько тысяч долларов он, вопреки протестам родителей, уехал в Канаду. До поступления в университет он жил у родственников в городе Кингстон, провинция Онтарио. Поступил в университет Куинс в Кингстоне, где обучался с 1989 по 1991 год. Затем перевёлся в Пенсильванский университет, чтобы изучать бизнес и физику. Получил степени бакалавра экономики и бакалавра физики. В 1995 году поступил в Стэнфордский университет, чтобы получить PhD по прикладной физике и материаловедению. Однако его поступление совпало с интернет-бумом, и, чтобы принять в нём участие, Маск покинул Стэнфорд всего через два дня после поступления. Уйдя из университета, Маск основал свою первую компанию, Zip2 Corporation.

### Карьера

#### Zip2 (1995—1999)
В 1995 году Маск, его брат Кимбал и Грег Коури на средства инвесторов основали компанию Zip2, занимающуюся разработкой программного обеспечения для интернета. Они разместили своё предприятие в небольшом арендованном офисе в Пало-Альто. Компания разрабатывала и продавала интернет-путеводитель по городам для газетной индустрии, с картами, направлениями и жёлтыми страницами. Маск говорит, что до того, как компания стала успешной, он не мог позволить себе квартиру и вместо этого снимал офис, спал на диване, принимал душ в YMCA и делил один компьютер со своим братом. Когда они с Кимбалом не могли договориться о деловых решениях, они решали свои разногласия с помощью борьбы. По словам Маска, «сайт работал днём, а я разрабатывал его ночью, семь дней в неделю, все время». Братья Маск получили контракты с The New York Times и Chicago Tribune, и убедили совет директоров отказаться от планов слияния с CitySearch. Попытки Маска стать генеральным директором, должность которого занимал председатель совета директоров Рич Соркин, были пресечены советом директоров. Compaq приобрела Zip2 за 307 миллионов долларов наличными в феврале 1999 года, а Маск получил 22 миллиона долларов за свою 7-процентную долю.

#### X.com (1999—2000) и PayPal
В марте 1999 года Маск стал одним из основателей X.com. В 2000 году X.com произвела слияние с компанией Confinity, одним из продуктов которой был сервис для персональных денежных переводов PayPal. Маск решительно выступал за перевод разрабатываемого компанией программного обеспечения с UNIX под операционную систему Windows, что вызвало разногласия c техническим директором компании Максом Левчиным и другими руководителями, закончившиеся отставкой Маска с поста CEO (при этом он остался членом Совета директоров). Однако стратегическое решение Илона о слиянии двух компаний, наряду с активным продвижением электронной системы оплаты на Интернет-аукционах (в первую очередь, eBay), привело в 2001 году к быстрому росту предприятия, которое было окончательно переименовано в PayPal. Столь внушительные успехи позволили компании произвести размещение акций на бирже в феврале 2002 года (и при этом стать первой из дотком-компаний, вышедших на биржу после террористических актов 11 сентября 2001 года). В октябре 2002 года PayPal была куплена eBay за 1,5 млрд долларов США. На момент продажи Маску принадлежали 11,7 % акций компании, что позволило ему выручить 180 млн долларов.

#### SpaceX (2002—н. в.)
В мае 2002 года Маск основал свою третью компанию — SpaceX. Она является частным разработчиком серии ракет-носителей и коммерческим оператором космических систем.

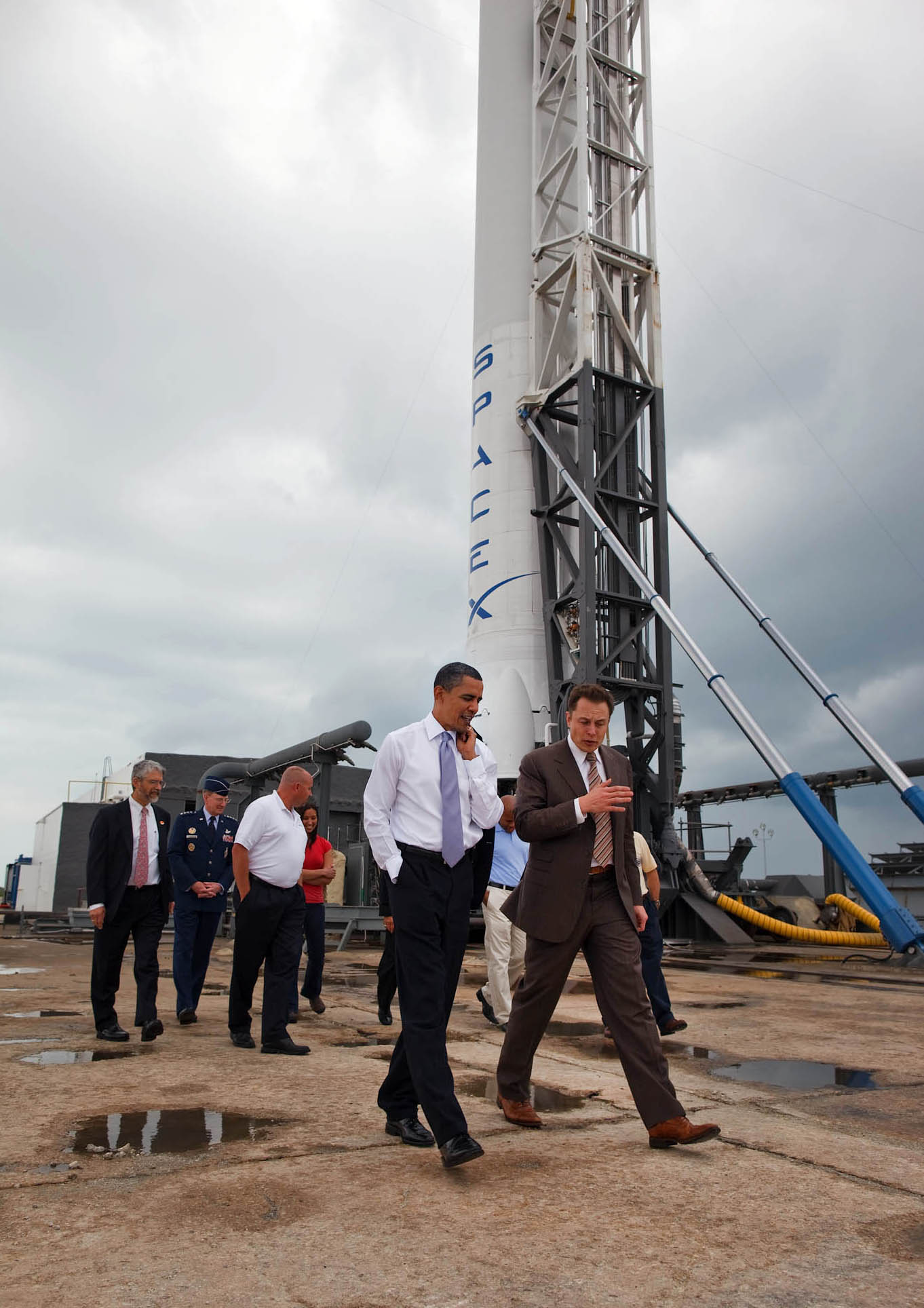
Маск и Барак Обама на стартовой площадке SpaceX, 2010 год

В декабре 2008 года НАСА подписало с компанией контракт на сумму 1,6 млрд долларов США на 12 запусков носителя Falcon 9 и космического корабля Dragon к МКС, в качестве замены кораблей «Спейс шаттл» после прекращения программы их запуска в 2011 году. Компания SpaceX разрабатывает сверхтяжёлые ракеты-носители Falcon Heavy (в эксплуатации с 2019 года) и Starship (проходит заключительные стадии испытаний). Эти носители, благодаря использованию частично или полностью многоразовых модулей, позволят значительно снизить стоимость доставки на орбиту грузов массой 100-120 тонн, что в свою очередь открывает широкие перспективы для лунных и марсианских космических программ.
По утверждению самого Илона, большое влияние на него оказал цикл научно-фантастических романов «Основание» и взгляды Айзека Азимова на освоение космического пространства как развитие и сохранение человеческого бытия. Маск утверждал, что охват жизнью нескольких планет может служить защитой от угрозы исчезновения человечества.

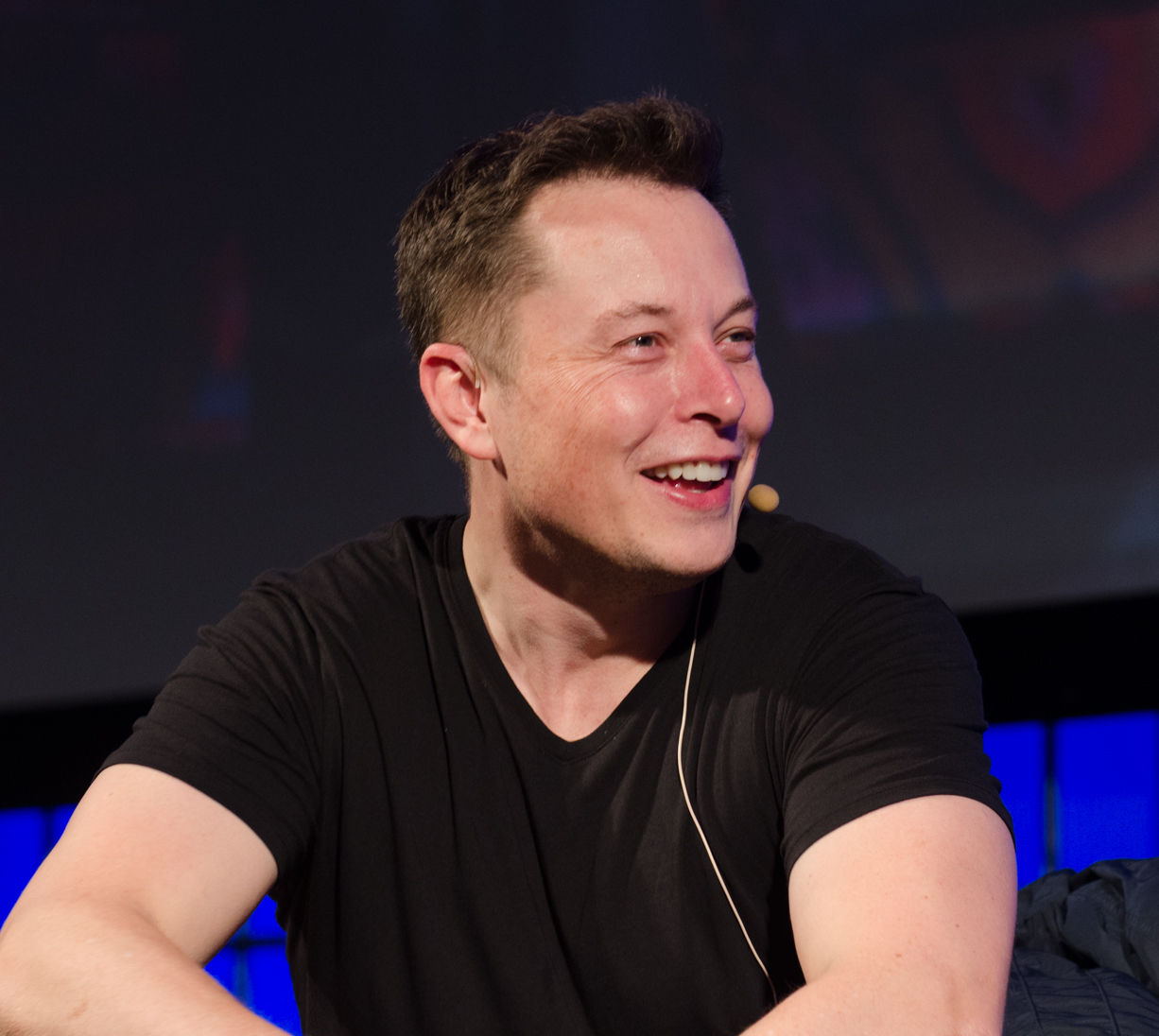
Маск в 2013 году в Дублине

Астероид либо супервулкан может уничтожить нас, а вдобавок мы подвержены рискам, никогда и не снившимся динозаврам: искусственно созданный вирус, случайное появление микроскопической чёрной дыры в результате физического эксперимента, катастрофическое глобальное потепление, или какая-нибудь ещё неизвестная на сегодняшний день разрушающая технология может прекратить наше существование. На развитие человечества ушли миллионы лет, но за последние шестьдесят лет атомное оружие создало потенциал самоуничтожения. Рано или поздно наша жизнь должна будет выйти за пределы этого сине-зелёного шарика — или мы вымрем.

Илон Маск поставил перед собой цель — в 10 раз уменьшить затраты на космические полёты. Для этого он основал SpaceX, вложив в неё 100 млн долларов, полученных от продажи своих предыдущих компаний.
В январе 2016 года на инвестиционном форуме в Гонконге Маск сообщил о том, что его компания надеется осуществить полёт на Марс в 2020—2025 годах. 27 сентября 2016 года на 67-м Международном конгрессе по астронавтике в Гвадалахаре (Мексика) Маск представил проект межпланетной транспортной системы, предполагающей создание многоразового космического транспорта для доставки людей на Марс, с целью создания там в будущем самоподдерживающейся колонии.
В сентябре 2017 года Илон Маск выложил в своём Instagram видео, рассказывающее о новой идее использования ракет SpaceX. Заключается она в том, чтобы использовать ракеты и космические корабли для полётов в любую точку Земли вместо самолётов.

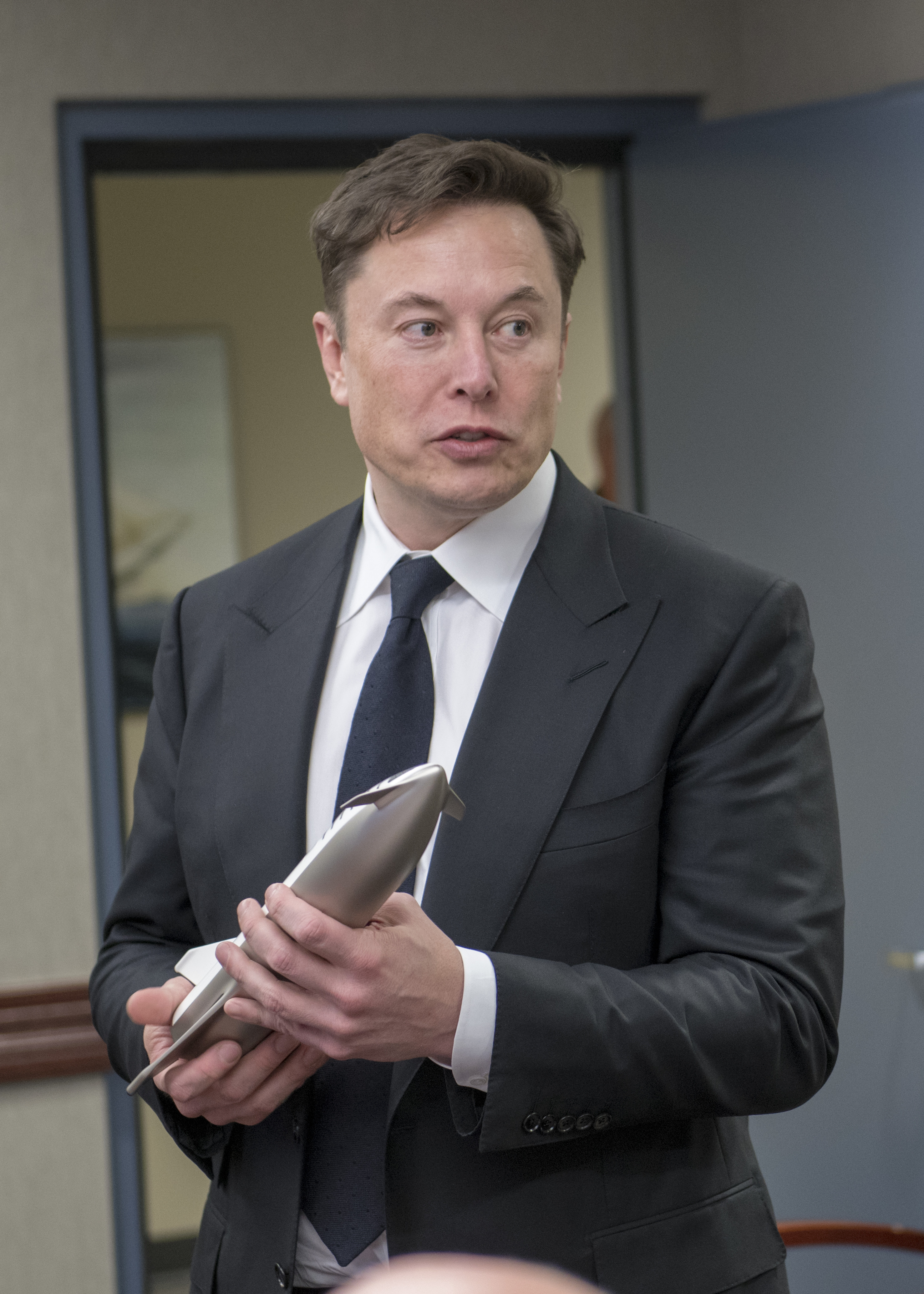
Маск в апреле 2019 года

30 мая 2020 года состоялся первый пилотируемый полёт космического корабля Илона Маска под названием Crew Dragon. Первая ступень Falcon 9 успешно вернулась на Землю и приземлилась на плавучую платформу в Атлантическом океане через 10 минут после старта. Корабль успешно вышел на орбиту и состыковался с МКС.
В январе 2021 года Маск заявил о намерении распродать имущество для демонстрации серьёзности своих намерений по строительству автономного города на Марсе.

#### Tesla (2004—н. в.)

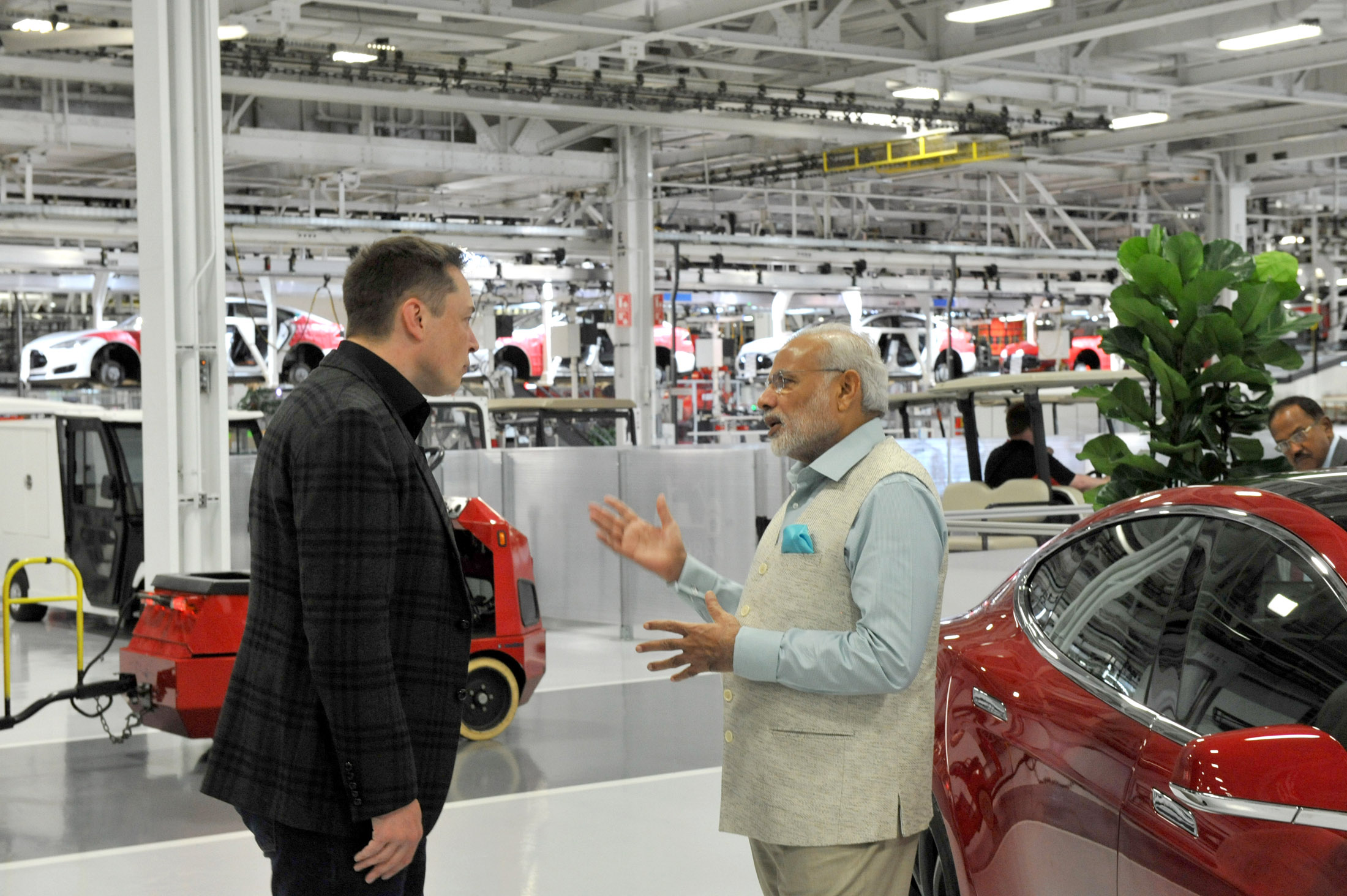
Маск и премьер-министр Индии Нарендра Моди на заводе Tesla Motors, 2015 год

Американская компания, производитель электромобилей и решений для хранения электрической энергии.
В марте 2018 года акционеры компании проголосовали за изменение способа выплаты зарплаты Илону Маску, значительно увеличив компенсацию в виде акций компании. По состоянию на декабрь 2024 года размер компенсации превысил 100 млрд долларов США, но в то же время, на получение компенсации такого размера был дважды наложен судебный запрет. В феврале 2025 года компания, связанная с Илоном Маском, выступила с законодательной инициативой с целью дать возможность Илону Маску получить многомиллиардную компенсацию.
Падение продаж компании Tesla в начале 2025 года связали с вовлеченностью Илона Маска в политику.

#### SolarCity (2006—н. в.)
Американская энергетическая компания, производящая солнечные панели, расположенная в Сан-Матео, Калифорния, была приобретена компанией Tesla в 2016 году и вошла в подразделение Tesla Energy (Tesla Solar).

#### OpenAI (2015—2018)
Некоммерческая исследовательская компания из Сан-Франциско, занимающаяся искусственным интеллектом. Цель компании — развивать открытый, дружественный ИИ. Одним из основателей является Илон Маск.
20 февраля 2018 года Илон Маск вышел из совета директоров OpenAI из-за возможного конфликта интересов.

#### Neuralink (2016—н. в.)

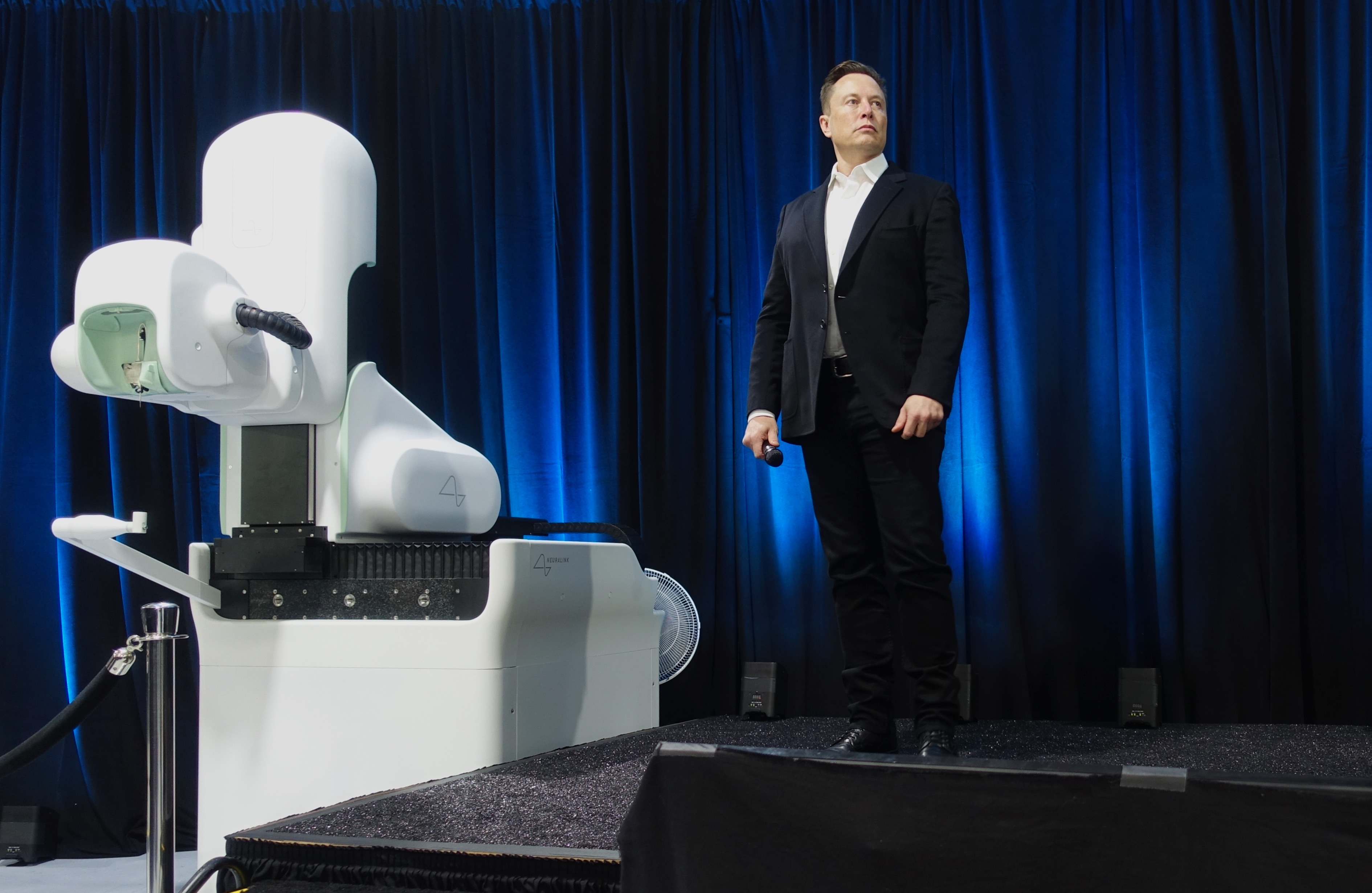
Маск обсуждает устройство Neuralink во время живой демонстрации в 2020 году

В 2016 году Маск стал соучредителем компании Neuralink, стартапа в области нейротехнологий, призванного интегрировать человеческий мозг с искусственным интеллектом (ИИ) путём создания устройств, встраиваемых в человеческий мозг для облегчения его слияния с машинами. Устройства также будут согласовываться с последними улучшениями в ИИ, чтобы оставаться актуальными. Такие усовершенствования могут улучшить память или позволить устройствам более эффективно взаимодействовать с программным обеспечением.
На живой демонстрации в августе 2020 года Маск описал одно из своих ранних устройств как «Fitbit в вашем черепе», который вскоре сможет лечить паралич, глухоту, слепоту и другие недуги. Многие неврологи и издания раскритиковали эти заявления; MIT Technology Review назвал их «весьма спекулятивными» и «театром неврологии».

#### The Boring Company (2016—н. в.)
Строительная компания, занимающаяся инфраструктурой и прокладкой тоннелей, основана Илоном Маском в 2016 году.
Метрополитен для автомобилей: по которому можно будет в будущем перемещаться со скоростью до 240 км/ч. Маск полагает, что оно будет гораздо дешевле, быстрее и комфортнее традиционного метро и должно помочь в борьбе с городскими пробками. Пробный тоннель в 1,83 км в округе Лос-Анджелес открыт 19 декабря 2018 года.

#### Twitter (2022—н. в.)
По состоянию на 14 марта 2022 года Илон Маск был владельцем 9,2 % акций Twitter (73,48 млн акций). Стоимость пакета согласно биржевой стоимости от 1 апреля составляла более 2,8 млрд $, на фоне новости о покупке 9,2 % акций Маском акции Twitter выросли более чем на 25 % на премаркете. 25 апреля 2022 совет директоров Twitter принял предложение Маска по покупке компании за 44 млрд $. В июне Маск отказался от сделки, так как Twitter «не смог или отказался отвечать на многочисленные запросы» о предоставлении данных о поддельных учётных записях. В августе 2022 года Канцлерский суд штата Делавэр обязал Twitter передать Илону Маску дополнительную документацию, касающуюся подсчёта доли ботов и спам-аккаунтов в социальной сети.
11 октября 2022 года Илон Маск потребовал наказать Twitter за уничтожение улик. По мнению предпринимателя, руководство социальной сети заставило увольняемого директора безопасности Питера Затко уничтожить записи, в которых содержалась информация о нарушениях, допущенных руководством компании. 28 октября 2022 года Маск закрыл сделку и возглавил компанию. В ноябре 2022 года в компании прошли массовые сокращения, по данным Bloomberg Маск планировал сократить 50 % сотрудников компании. По данным издания The Verge Илон Маск сократил штат компании с 7,5 тыс. сотрудников до 2,7 тыс. Вслед за массовым сокращением, начался набор нового персонала, в основном сотрудников связанных с разработкой программного обеспечения и отдела продаж.
15 декабря 2022 года стало известно, что Илон Маск подал иск в суд на владельца аккаунта, в котором публиковались данные перелётов бизнесмена. Также мультимиллиардер заявил, что учётные записи, которые будут раскрывать местонахождении людей, будут блокироваться, так как это угрожает людям.
19 декабря 2022 года Маск запустил в Twitter опрос о том, стоит ли ему уйти с поста главы компании. За отставку проголосовали 57,5 % участников. Против высказались 42,5 %. Всего в опросе приняли участие более 17,5 млн человек. Какое решение примет Маск, неизвестно, но он обещал, что «будет придерживаться результатов опроса». 20 декабря CNBC сообщил о планах Маска найти себе преемника.
5 июня 2023 года покинул пост генерального директора «Твиттера», заявляя ранее, что останется в должности исполнительного председателя и технического директора.

#### xAI (2023—н. в.)
Весной 2023 года Маск сообщил о планах создать конкурентную альтернативу чат-боту ChatGPT, для этого была создана компания xAI, запуск которой был анонсирован в июле 2023 года.

### Состояние
Маск стал миллионером в 1999 году, когда он и его брат Кимбал продали свою компанию Zip2 — её поглотила компания Compaq. Сумма сделки составляла 307 миллионов долларов, из них лично Маск получил 22 миллиона. Маск вложил 12 миллионов долларов в создание компании X.com, позже ставшей частью PayPal. Когда в 2002 году PayPal была куплена eBay, Маск получил уже 180 миллионов долларов. В октябре 2011 года состояние Маска оценивали в 680 миллионов долларов США. К маю 2012 года благодаря быстрому росту курсов акций принадлежащих Маску компаний Tesla, SolarCity и SpaceX оно выросло до 2 миллиардов долларов, и Маск впервые был включен в список миллиардеров Forbes.
7 января 2021 года Илон Маск стал богатейшим человеком планеты, сместив основателя Amazon Джеффа Безоса на второе место в рейтинге Forbes. Состояние Маска на тот момент оценивалось в 185 млрд $. Маск не занимал первое место в рейтинге постоянно — состояния других членов рейтинга в это время тоже быстро росли, и другие мультимиллиардеры, как тот же Безос или президент Louis Vuitton Moet Hennessy Бернар Арно, то отставали от Маска, то оказывались впереди его. 1 ноября 2021 года на фоне роста котировок акций Tesla состояние Маска в моменте превысило 300 млрд $, благодаря чему он стал первым человеком в истории, чьё состояние достигло этой отметки. После этого он провёл голосование среди пользователей Твиттера, спросив, следует ли ему продавать 10 % акций компании Tesla, чтобы заплатить налоги. Это было связано с тем, что сенатор-демократ Рон Уайден предложил обязать наиболее состоятельных людей платить 23,8 % с так называемой нереализованной прибыли, то есть прироста стоимости ценных бумаг, вне зависимости от того, продавали ли они часть своих активов или нет. Ещё до выдвижения этого законопроекта Маск сказал, что намерен продать часть акций на сумму в 6 млрд долларов и отдать все деньги Всемирной продовольственной программе ООН (при условии, что её руководство проявит больше прозрачности в том, как именно расходуются средства). Большинство участников опроса высказалось за продажу, и Маск продал свои акции на сумму около 5 млрд долларов. Уже в следующем 2022 году с падением курсов акций состояние Маска уменьшилось до 147,7 миллиардов долларов — иначе говоря, он потерял больше той суммы, чем заработал в 2021 году.
Состояние Маска вновь достигло 192 млрд долларов в июне 2023 года. В декабре 2024 года на фоне победы Дональда Трампа на президентских выборах в США состояние Маска выросло до 400 миллиардов долларов — опять же став крупнейшим в истории. Оно вновь сократилось до 307 миллиардов к марту 2025 года. Из-за падения рыночной стоимости Tesla наибольшая доля богатства Маска приходилась на его долю в 42 % акций в SpaceX.

## Политика
В декабре 2016 года вошёл в состав Президентского форума по стратегии и политике при президенте США Дональде Трампе — группы из 16 американских предпринимателей, задача которой состоит в том, чтобы консультировать 45-го президента США по вопросам, связанным с экономическим ростом, созданием новых рабочих мест и повышением производительности труда, но в 2017 году отказался от дальнейшего участия в форуме в знак протеста против решения Трампа о выходе США из Парижского соглашения.
В 2022 году Маск заявил, что, хотя ранее он голосовал за демократов, но теперь он будет голосовать за кандидатов от Республиканской партии. Маск заявил о поддержке всеобщего базового дохода, свободы слова, в то же время он теперь выступает против федеральных субсидий.
6 октября 2024 года Илон Маск впервые выступил на предвыборном митинге в поддержку кандидата в президенты Дональда Трампа. Бизнесмен призывал голосовать за бывшего главу Белого дома, иначе, по его словам, это будут последние выборы в США, а Трамп должен победить, чтобы сохранить Конституцию и демократию в стране.

### Позиция по вмешательству США в дела других стран
24 июля 2020 года Илон Маск оставил твит: «Очередные стимулирующие государственные пакеты не в интересах людей». На это в ответ Маск получил от представителя Armani сообщение, что не в интересах людей будет организация Соединёнными Штатами переворота в Боливии, с целью получить контроль над месторождениями лития, столь необходимого для производства батарей Tesla. В свою очередь, Маск возразил: «Мы будем устраивать перевороты, где захотим! Смирись с этим».

### Позиция о вторжении России на Украину
После вторжения России на Украину в 2022 году Маск публично поддержал Украину и россиян, выступающих против войны. Вскоре после нападения Маск предоставил Украине доступ к системе спутникового интернета Starlink и отправил в страну две партии терминалов Starlink, аккумуляторы, адаптеры питания для автомобильных зажигалок, солнечные батареи и генераторы. В октябре 2022 года вскоре высказался в поддержку мира России с Украиной и назвал четыре параметра возможного перемирия:
1. Провести новые референдумы на оккупированных Россией частях Запорожской, Херсонской, Донецкой и Луганской областей под наблюдением ООН
2. Признание аннексии Крыма Россией
3. Нейтральный статус Украины
4. Водоснабжение Крыма гарантировано

21 октября 2022 года Bloomberg сообщил, что в Белом доме обсуждают возможность проверить предприятия и деятельность Маска на предмет угрозы национальной безопасности страны. В числе причин тому называется, в том числе, «все более дружественная позиция по отношению к России после серии твитов».
1 октября 2023 года опубликовал в собственной соцсети X мем, высмеивающий просьбы Владимира Зеленского о помощи к странам Запада. Украинские пользователи соцсетей и СМИ ответили встречными обвинениями в адрес предпринимателя.
Тайно поручил сотрудникам отключить спутники Starlink рядом с Крымом в 2022 году, чтобы сорвать атаки украинских военных на российский Военно-морской флот (ВМФ). Об этом написал CNN со ссылкой на книгу-биографию «Илон Маск» авторства Уолтера Айзексона. Указано, что Маск опасался ответного ядерного удара России. «Starlink был создан, чтобы люди могли смотреть Netflix, расслабляться, подключаться к Интернету в школе, творить мирные дела, а не наносить удары дронами», — заявил Маск автору книги.

### Позиция о Тайване
В октябре 2022 года предложил сделать Тайвань специальной экономической зоной Китая, не признав его независимость.

### Позиция овторжении ХАМАС в Израиль
В ответ на обвинения еврокомиссара по вопросам внутреннего рынка Тьерри Бретона, в которых тот заявил, что соцсеть X, принадлежащая миллиардеру, якобы распространяет дезинформацию о палестино-израильском конфликте, Маск написал: «Наша политика такова, что все является открытым источником и прозрачно, подход, который, насколько мне известно, ЕС поддерживает. Пожалуйста, перечислите нарушения, на которые вы ссылаетесь в X, чтобы общественность могла их увидеть». Ранее, комментируя высказывания иранского руководителя Али Хаменеи, Маск написал: «Официальная позиция Хаменеи ясна: фактической целью является уничтожение Израиля, а не просто поддержка палестинцев. Этого не произойдёт. Всё, что на самом деле происходит десятилетие за десятилетием, — это бесконечный цикл насилия и мести». Это его сообщение было помечено системой автоматической модерации соцсети как нарушающее правила X, но осталось доступным для прочтения.

### Позиция о политике найма, основанного на многообразии
Илон Маск сравнивает политику найма, основанного на многообразии, равенстве и инклюзивности, с антиутопией Джорджа Оруэлла «1984»; по мнению предпринимателя, это дискриминация по признакам расы, пола и сексуальной ориентации, и это противоречит принципу оценки работника, основанной на его заслугах.

### Департамент эффективности правительства
В ноябре 2024 года Дональд Трамп объявил, что назначит Илона Маска главой нового Департамента эффективности правительства, Маск будет занимать эту должность совместно с Вивеком Рамасвами.
20 января 2025 года Дональд Трамп подписал указ о создании департамента эффективности правительства (DOGE), руководить которым начал Илон Маск. 13 февраля 2025 года 14 штатов подали иск на Илона Маска и Дональда Трампа с утверждением, что полномочия первого не являются конституционными, поскольку не были одобрены конгрессом. 29 мая 2025 года Маск объявил об отставке с поста. За день до этого он раскритиковал бюджетный законопроект Трампа, заявив, что он подрывает работу департамента.

### Американская партия
Американская партия была объявлена Илоном Маском 5 июля 2025 года.

## Филантропия
В 2012 году Маск подписал «Клятву дарения». Маск стал председателем правления благотворительного фонда Musk Foundation. В январе 2015 года фонд пожертвовал 10 млн долларов для Института будущего человечества на исследования контроля над искусственным интеллектом.
В октябре 2019 года пожертвовал 1 млн долларов на высадку деревьев в штатах, пострадавших от лесных пожаров.

### Спасательная операция в пещере Тхамлуангнангнон
Общественный резонанс вызвала попытка Илона Маска принять участие в спасательной операции, проводившейся в пещере Тхамлуангнангнон (Таиланд) в июле 2018 года. Маск сообщил, что вместе со спелеологами обсуждает варианты спасения людей. Он привёз к месту спасательных работ созданную им мини-подлодку с использованием элементов ракеты-носителя Falcon 9, которая должна была помочь детям, не подготовленным к погружению. Однако спасатели посчитали, что использовать её нецелесообразно.
Спелеолог Верн Ансворт, сыгравший одну из ключевых ролей в спасательной операции, раскритиковал это предложение, назвав его рекламным трюком, и грубо высказался в адрес Маска. По его словам, у плана не было шансов на успех.
В ответ Маск опубликовал твит, в котором обозвал Ансворта педофилом и заявил, что тот проживает в Таиланде ради брака с несовершеннолетней. Довольно быстро Маск стёр данный твит, однако он уже успел вызвать волну негативной реакции и многочисленные статьи в СМИ; ситуация вызвала краткосрочное падение стоимости акций компании Tesla. Вскоре Илон извинился перед Ансвортом.
Однако Ансворт подал на него в суд, с намерением получить 75 тыс. долларов в качестве возмещения морального ущерба. В конце 2019 года Маск предстал перед судом Лос-Анджелеса из-за дела о клевете; присяжные приняли сторону Маска, утверждавшего, что «pedo guy» является распространённым выражением в его родной ЮАР.

## Личная жизнь
Проживает в штате Техас, куда он переехал в конце 2020 года из Калифорнии.
Родной язык Илона Маска — южноафриканский вариант английского языка, на базовом уровне владеет африкаансом.

### Близкие родственники
Мэй Маск, мать Илона, также является достаточно известной публичной персоной, успешной моделью, лектором и диетологом. Кимбал, младший брат Илона, является успешным ресторатором, адептом использования фермерских продуктов, а сестра Тоска занимается продюсированием кино.

### Первый брак
Первая жена, Джастин Уилсон, училась с ним в одном университете в Канаде. Они поженились в 2000 году.
Дети от первого брака:
- сын, Невада — родился в 2002 году. В возрасте 10 недель внезапно умер во сне от синдрома внезапной детской смерти[134]
- разнояйцевые близнецы Гриффин и Вивиан — родились в результате экстракорпорального оплодотворения в 2004 году
- тройня, мальчики-близнецы Дамиан, Саксон и Кай — родились в 2006 году[135]

В сентябре 2008 года Илон и Джастин объявили о разрыве отношений, поскольку Маск стал встречаться с британской актрисой Талулой Райли.

### Второй брак
Маск и Талула Райли поженились в 2010 году. В 2012 году пара развелась, однако поженились снова в 2013 году. В марте 2016 года они подали заявление на развод, который состоялся в октябре того же года.

### Отношения с Эмбер Херд
В 2017 году в течение нескольких месяцев встречался с актрисой Эмбер Херд. Маск объяснил в инстаграм-комментарии, что причиной их расставания стали плотные рабочие графики и отношения на расстоянии, но он и Херд остаются друзьями. В феврале 2020 года бывший муж Эмбер Херд, Джонни Депп, заявил, что Херд начала изменять ему с Маском спустя месяц после свадьбы. И Маск, и Эмбер отрицали любовную связь в это время.

### Третий брак
Со своей третьей супругой Маск начал встречаться в 2018 году. Это была канадская певица и музыкант Клэр Буше, более известная как Граймс. В январе 2020 года Граймс подтвердила, что они с Маском ждут первенца, а также пояснила, что ребёнок сам сможет выбрать себе гендер и пара планирует использовать в отношении ребёнка нейтральное местоимение «они». В сентябре 2021 года стало известно, что Илон Маск и Граймс расстались после трёх лет совместной жизни.
Дети от третьего брака:
- сын, Экс Эш Эй-Твелв — первенец пары родился 4 мая 2020; со слов отца, его зовут «X Æ A-12», хотя в Калифорнии это имя может быть незаконно, поскольку в нём есть символ, который не является английской буквой (Æ)[147]. Примерная транскрипция — «Экс Эш Эй-Твелв».[источник не указан 248 дней]
- дочь, Экза Дарк Сайдерил (Exa Dark Sideræl) — хотя в сентябре 2021 Илон Маск и Граймс расстались после трёх лет совместной жизни, однако в декабре 2021 года у Илона Маска и Граймс, при помощи суррогатной матери, родилась дочь, которую называли «Y» по аналогии с их сыном[148].
- сын, Техно «Тау» Механикус (Techno «Tau» Mechanicus) — третий ребёнок пары, раскрытый в готовящейся к выходу биографии бизнесмена от писателя Уолтера Айзексона в сентябре 2023 года. Он также был зачат при помощи суррогатной матери[149], которому дали прозвище «Τ» по аналогии с его братом и сестрой[150].

### Внебрачные дети
В ноябре 2021 года у топ-менеджера компании Neuralink Шивон Зилис родились близнецы, для которых Маск стал донором спермы. В апреле 2022 года Маск и Зилис подали заявление на изменение имён детей: они будут носить фамилию отца.

### Здоровье
Илон Маск признался, что испытывает проблемы со сном и употребляет снотворное. Во время своего выступления в программе Saturday Night Live в мае 2021 года Маск заявил, что у него синдром Аспергера, но ещё, как предполагает сам Маск, у него возможно наличие биполярного расстройства.
По данным BBC, MSNBC, Wall Street Journal, агентства Bloomberg и ряда других изданий, Маск принимает различные наркотики, в частности марихуану, экстази, кетамин, ЛСД, галлюциногенные грибы, кокаин и другие тяжёлые наркотики, — сам Маск сперва отказался комментировать свою наркозависимость, а позже заявил, что, во-первых, не был юридически уличён в их употреблении, во-вторых, если те или иные наркотики повысят его продуктивность, то «я определённо буду их принимать».

## Увлечения
Маск владел самолётом Aero L-39 Albatros чехословацкого производства. Позже он купил реактивный самолёт Dassault Falcon 900 из фильма «Здесь курят».
После продажи Zip2 в 1999 году Маск купил суперкар McLaren F1, но разбил его уже в следующем году, когда вместе с ним ехал Питер Тиль. В октябре 2013 года Маск выкупил на аукционе за 997 тыс. долларов автомобиль-подлодку Wet Nellie из фильма 1977 года о Джеймсе Бонде «Шпион, который меня любил». Маск — участник полётов проекта Zero Gravity (достижение состояния невесомости на борту самолёта).
Многолетнее хобби Маска — компьютерные игры. В 1990-х годах он играл в Quake под ником Zip2 на одних серверах с пионером киберспорта Деннисом Фонгом, также принимал участие в киберспортивных турнирах, где одерживал победы. Уолтер Айзексон, автор биографии Маска, называл увлечение бизнесмена компьютерными играми «зависимостью». Жена Маска Граймс жаловалось, что у её мужа «нет других хобби или способов расслабиться», кроме компьютерных игр. В 2020 году Маск составлял список своих любимых игр — на тот момент в этот список входили игры Deus Ex, Half-Life 2, Bioshock, Mass Effect 2, Fallout 3, Fallout: New Vegas и Saints Row IV. Он признавался, что «пропустил» некоторые популярные приставочные игры, так как играет в основном на персональном компьютере.
Маск в 2016 году увлекался многопользовательским шутером Overwatch — его тогдашняя партнёрша Эмбер Хёрд, когда Маск сравнил её с Ангел, одной из героинь этой игры, сделала себе костюм Ангел «для ролевых игр». Дочь Маска Вивиан Уилсон вспоминала об этих временах, что Маск не мог выбраться за пределы нижней «бронзовой» категории игроков — он нередко просил своих 12-летних детей играть с ним в «рейтинговых» матчах, по мнению Уилсон, «потому что мы его тащили». Во времена разработки игры Cyberpunk 2077, где Граймс озвучивала одну из ролей, Маск вломился на территорию студии со старинным пистолетом и потребовал, чтобы и его самого добавили в игру. Неизвестно, было ли это сделано на самом деле, хотя игроки замечали в прологе игры персонажа, похожего на Маска. В 2021 году Маск увлекался мобильной стратегической игрой The Battle of Polytopia, пропускал из-за неё заседания советов директоров и пытался «подсадить» на неё брата Кимбала и жену Граймс.
По словам Граймс, её муж во времена покупки Twitter в 2022 году находился в «состоянии стресса» и после того, как отправил главе Twitter предложение о покупке, немедленно сел за ноутбук с игрой Elden Ring, за которой провёл всю ночь, до 5:30 утра. Айзексон упоминал, что Маск предпочитал в этой игре регион Звёздные пустоши — особо зловещее и апокалиптически выглядящее место. Бизнесмен демонстрировал в социальных сетях скриншоты с характеристиками и снаряжением своего персонажа; опытные игроки считали этот «билд» ужасным — например, герой Маска зачем-то носил два щита в одной руке. Маск хвастался невероятно высокими результатами в компьютерных ролевых играх Diablo IV и Path of Exile 2 — если бы эти достижения были реальными, они бы делали Маска лучшим или одним из лучших игроков в мире. В январе 2025 года Маск продемонстрировал полуторачасовую трансляцию своего прохождения Path of Exile 2 на «хардкорном» уровне сложности. Она вновь вызвала насмешки у опытных игроков, считавших, что Маск плохо разбирается в игровых механиках, и персонажа для него должен «прокачивать» кто-то другой. Персонаж Маска, в частности, сражался в игре в то самое время, когда сам предприниматель находился на транслируемой в прямом эфире инаугурации Дональда Трампа и просто не мог играть в игру. Маск вступал в соцсетях в скандальные перепалки с популярными стримерами, вроде Asmongold, упрекавшими его в жульничестве. В переписке со стримером Nikowrex Маск признавался, что пользуется услугами «бустинга аккаунта», и заявлял, что иначе и нельзя конкурировать с игроками из Азии, которые играют целыми командами на одном аккаунте — «за что я должен здесь извиняться?».

## Критика
Осенью 2018 года ряд трейдеров и акционеров Tesla подали в суд на Маска и обвинили главу компании в нарушении закона о ценных бумагах. Расследованием по данному административному делу занялась Федеральная комиссия по ценным бумагам США (SEC). В иске утверждалось, что Маск намеренно выдавал ложную информацию в Twitter-аккаунте, чтобы повлиять на цену акций Tesla. В своём личном аккаунте глава компании заявил о решении сделать Tesla частной фирмой и о том, что уже нашёл финансы для выкупа акций. В сообщениях он также указал на то, что планирует выкупить ценные бумаги из расчёта 420 USD за акцию, то есть выше их рыночной стоимости.
Из-за критики со стороны пользователей социальной сети и акционеров Маск решил оставить Tesla публичной компанией.
В сентябре 2018 года Министерство юстиции США параллельно с административным делом завело уголовное дело в отношении компании Tesla.
По иску SEC Маску грозил запрет на занятие руководящих должностей в публичных компаниях.
В ответ на обвинения Илон Маск заявил следующее:
Я глубоко разочарован необоснованными обвинениями SEC. Я всегда действовал в интересах инвесторов, и честность — самая важная ценность в моей жизни. Факты докажут, что я никогда и никого не ставил под угрозу.
29 сентября 2018 года Маск и SEC урегулировали в досудебном порядке эти обвинения. Согласно договорённости, Маск останется руководителем компании Tesla, однако не сможет занимать пост председателя совета директоров три года. Кроме того, он должен выплатить штраф в размере 20 млн долларов. Такой же штраф наложен на компанию Tesla.
2 июня 2021 года стало известно, что некоторые твиты Маска были признаны SEC нарушением условий судебного урегулирования.
Ряд утверждений Илона Маска в социальных сетях вызвали критику и обвинения в поддержке теорий заговора, в частности, в случае, когда он усомнился в том, что стрелявший в торговом центре Техаса мужчина придерживался неонацистской идеологии, и допустил, что онлайн-профиль стрелка мог быть «психологической операцией». Ряд утверждений Маска о беспорядках в Капитолии, о войне в Украине и экстремистских группировках в США были оценены BBC как вводящие в заблуждение.
15 ноября 2023 года Маск написал «Вы сказали сущую правду» в ответ на сообщение пользователя сети X, считавшего, что евреи якобы испытывают «диалектическую ненависть» к «белым людям». 17 ноября 2023 года крупнейшие инвесторы Apple, Disney, Warner Bros. Discovery, Paramount, Sony Pictures и Lionsgate, а также IBM отказались размещать рекламу в Twitter после поддержки Илоном Маском антисемитского поста. Еврокомиссия также попросила прекратить покупать рекламу в Твиттере. Белый дом раскритиковал Маска за пропаганду антисемитизма.
Во время речи на параде в честь второй инаугурации Дональда Трампа Маск ударил правой рукой по сердцу, а затем дважды решительно вытянул правую руку вверх под углом ладонью вниз и пальцами вместе, тем самым показав жест, похожий на нацистское приветствие, что вызвало волну обсуждения в интернете.

## Награды
- В 2008 году журнал Esquire включил Маска в список 75 наиболее влиятельных людей XXI века[200].
- В июне 2011 года Маск был награждён премией Хайнлайна за достижения в коммерциализации космоса[англ.] в 500 тыс. долларов США[201].
- В феврале того же года журнал Forbes включил Маска в список 20 наиболее влиятельных американских CEO в возрасте до сорока лет[202].
- В ноябре 2013 года журнал Fortune назвал Маска предпринимателем года, а The Wall Street Journal — CEO года[203].
- В декабре 2021 года журнал Time признал Илона Маска «Человеком года»[15].

## Кино
Илон Маск является исполнительным продюсером фильма «Здесь курят» (2005).
По словам Джона Фавро, режиссёра фильма «Железный человек» (2008), Илон Маск послужил прообразом для киновоплощения Тони Старка, которого сыграл Роберт Дауни-младший.
В 2010 году Маск появился в фильме «Железный человек 2» в роли самого себя (по сюжету Илон — приятель Тони Старка). В 2013 году он также сыграл себя в эпизоде фильма «Мачете убивает». Маск виден среди зрителей, пришедших на презентацию искусственного интеллекта в научно-фантастическом фильме «Превосходство» (2014, на отметке 00:07:39—41), и его имя есть в титрах.
Илон Маск озвучил камео в 26 сезоне 12 эпизоде мультсериала «Симпсоны», вышедшего 25 января 2015 года.
В 9 эпизоде 9 сезона сериала «Теория Большого взрыва» играет камео.
В 2016 году Маск появился в сериале «Марс» в роли самого себя.
В 2017 году снялся в комедии «Почему он?» в роли самого себя.
Также в конце 6-й серии 1-го сезона сериала «Детство Шелдона» Маск сидит за столом и читает конспект юного Шелдона.
Илон Маск озвучил камео в 4 сезоне 3 эпизоде мультсериала «Рик и Морти», вышедшего 24 ноября 2019 года.